# Клаудия Медичи
Кла́удия Ме́дичи, или Кла́вдия Ме́дичи (итал. Claudia de Medici, нем. Claudia de Medici; 4 апреля 1604, Флоренция, Великое герцогство Тосканское — 25 декабря 1648, Инсбрук, Эрцгерцогство Австрия) — принцесса из дома Медичи, дочь Фердинандо I, великого герцога Тосканы; в замужестве — первым браком герцогиня Урбино, вторым браком — эрцгерцогиня Австрии и графиня Тироля.
С 1632 по 1646 год была регентом графства Тироль при несовершеннолетнем сыне. Во время Тридцатилетней войны пыталась расширить владения графов Тироля за счёт территорий герцогства Вюртемберг, претендовала на земли в Эльзасе и Верхней Швабии.

## Биография

### Ранние годы

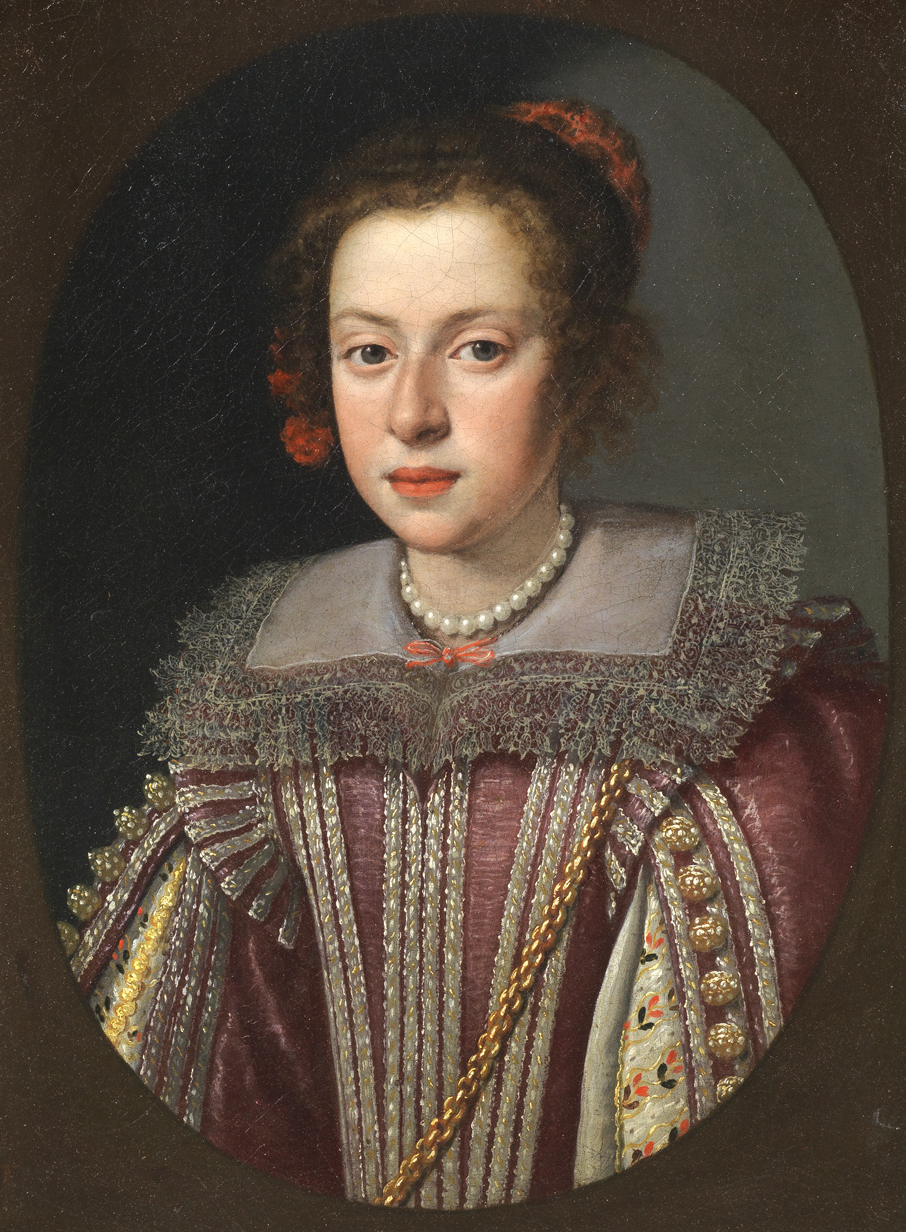
Портрет юной Клаудии Медичи кисти Сустерманса (ок. 1620). Музей Торговой палаты Больцано

Клаудия Медичи родилась во Флоренции 4 июня 1604 года. Она была девятым ребёнком и младшей дочерью великого герцога Тосканы Фердинандо I и Кристины Лотарингской, принцессы из Лотарингского дома. По линии отца приходилась внучкой Козимо I, великому герцогу Тосканы, и Элеоноре Альварес де Толедо, аристократке из дома Альварес де Толедо, состоявшей в родстве с королями Испании. По линии матери была внучкой Карла III, герцога Лотарингии, и Клод Французской, принцессы из дома Валуа. Прабабкой Клаудии по материнской линии была французская королева Екатерина Медичи.
Воспитание и образование принцессы было доверено монахиням монастыря Мурате во Флоренции, в котором она жила до замужества. Из всех предметов её больше всего интересовали живопись и музыка; Клаудия неплохо играла на арфе и мандоле.
В марте 1608 года великий герцог Тосканы Фердинандо I и герцог Урбино Франческо Мария II договорились о браке принцессы и наследного принца Федерико Убальдо. После смерти Фердинандо I намерение заключить матримониальный союз между домами Медичи и Ровере подтвердил его наследник — новый великий герцог Тосканы Козимо II. 4 апреля 1609 года состоялась официальная помолвка Клаудии и Федерико Убальдо. В честь этого события Джулио Чезаре Капаччо сочинил панегирик. В подписанном сторонами брачном договоре, приданное принцессы было указано в размере трёхсот тысяч скудо. В 1612 году стороны подтвердили действие этого договора.
В октябре 1616 года, во время визита Федерико Убальдо во Флоренцию, жених и невеста были официально представлены друг другу. Однако в марте 1620 года появились слухи о расторжении их помолвки. Последние, как оказалось, имели основание; великий герцог Козимо II решил выдать Клаудию замуж за свояка, императора Священной Римской империи Фердинанда II. Взамен наследному принцу Урбино он думал предложить в жёны одну из своих дочерей. Но из-за противодействия со стороны Испанского королевства и требований императора значительно увеличить сумму приданого брачный проект великого герцога потерпел неудачу.

### Первый брак
В 1620 году Клаудия переболела оспой без последствий для внешности. В феврале 1621 года умер Козимо II. Через два месяца после смерти великого герцога Флоренцию снова посетил наследный принц Урбино. На этот раз он прибыл с твёрдым намерением вступить в официальный брак со своей невестой. 29 апреля 1621 года в часовне виллы Барончелло состоялась церемония бракосочетания Клаудии и Федерико Убальдо. Церковный обряд провёл архиепископ Алессандро Марци-Медичи. После официальной части молодожёны совершили паломничество к чудотворному образу Богоматери в соборе Благовещения во Флоренции.
В мае 1621 года Клаудия, в сопровождении брата, кардинала Карло Медичи, прибыла в герцогство Урбино. Вопреки ожиданиям, семейная жизнь для наследной принцессы стала большим испытанием. Причиной тому был неуравновешенный и легкомысленный характер супруга, который делам государства предпочитал развлечения. Тем не менее, 3 ноября 1621 года герцог Франческо Мария II отрёкся от престола в пользу сына, и Клаудия, вслед за мужем, стала герцогиней Урбино.
В браке с Федерико Убальдо у Клаудии Медичи родился единственный ребёнок: Виктория (07.02.1622 — 05.03.1694), принцесса Урбино, в сентябре 1633 года сочетавшаяся браком с великим герцогом Тосканы Фердинандо II (14.7.1610 — 23.5.1670). Рождение первенца не изменило отношений между герцогом и герцогиней. Федерико Убальдо перестал делить ложе с женой и всё больше времени проводил в обществе других женщин. Он добился фактической изоляции Клаудии при дворе; последняя была вынуждена переехать на некоторое время из Урбино в Пезаро. Вместо супруги, герцог держал при себе любовницу, комедийную актрису, с которой не стеснялся принимать участие в представлениях, устраиваемых им во дворце. После одного из таких выступлений, 28 июня 1623 года его обнаружили мёртвым в своей кровати. Врачи диагностировали у Федерико Убальдо смерть от апоплексического удара.
Мать Клаудии настояла на скором возвращении овдовевшей дочери на родину, вместе с приданым в триста тысяч скудо, которое осталось за ней на случай повторного бракосочетания. В августе 1623 года Клаудия и принцесса Виктория прибыли в великое герцогство, и уже в сентябре принцессу Урбино обручили с двоюродным братом, великим герцогом Тосканы Фердинандо II. Во Флоренции молодая вдовствующая герцогиня поселилась в монастыре Малого Креста, где продолжила вести светский образ жизни, рассчитывая на повторное замужество.

### Второй брак
В 1625 году к Клаудии посватался эрцгерцог Леопольд V (05.10.1586 — 13.09.1632), граф Тироля. Последний приходился братом её невестке, великой герцогине Тосканы Марии Магдалине и императору Священной Римской империи Фердинанду II.  Их знакомство состоялось во Флоренции 25 ноября 1625 года во время визита эрцгерцога к своей сестре. Кандидат в новые супруги показался вдовствующей герцогине некрасивым толстяком с чрезмерной страстью к еде и охоте, вместе с тем, она заметила, что он был хорошо воспитан и образован. Клаудия приняла предложение тирольского графа. Однако по причине близкого родства и того, что ранее эрцгерцог носил тонзуру и был епископом, невесте и жениху год пришлось ждать разрешения на брак от римского папы. Получив диспенсацию от Святого Престола и предварительно оговорив размеры приданного, 25 марта 1626 года во Флоренции стороны заключили брачный контракт, а через три дня Клаудия выехала в графство Тироль в составе внушительного кортежа из сорока карет, загружённых дорогой одеждой и гобеленами. Вместе с собой невеста везла и кресло для родов.
19 апреля 1626 года в замке Амбрас в Инсбруке состоялась официальная церемония бракосочетания Клаудии Медичи и Лепольда V Фердинанда. В семье графа и графини родились пятеро детей, два сына и три дочери:
- Мария Элеонора (09.02.1627 — 06.08.1629), эрцгерцогиня Австрии и принцесса Тироля, умерла в младенческом возрасте от дизентерии[7];
- Фердинанд Карл (17.05.1628 — 30.12.1662), эрцгерцог Австрии и принц Тироля, с 1632 года граф Тироля, 10 июня 1646 года сочетался браком с Анной Тосканской (21.07.1616 — 11.07.1676), принцессой из дома Медичи;
- Изабелла Клара (12.08.1629 — 24.02.1685), эрцгерцогиня Австрии и принцесса Тироля, 7 ноября (или 13 июня[10]) 1649 года[11] сочеталась браком с Карлом II (03.10.1629 — 14.08.1665), герцогом Мантуи и Монферрато из Неверской ветви дома Гонзага;
- Сигизмунд Франц (27.11.1630 — 25.06.1665), эрцгерцог Австрии и принц Тироля, с 1646 года князь-епископ Аугсбурга, с 1654 года князь-епископ Гурка и с 1659 года князь-епископ Трента, отказался от правления в духовных княжествах, с 1662 года граф Тироля, 3 июня 1665 года сочетался браком с Гедвигой Августой Зульцбахской (15.04.1650 — 23.11.1681), принцессой из дома Виттельсбахов;
- Мария Леопольдина (28.11.1632 — 19.08.1649), эрцгерцогиня Австрии и принцесса Тироля, 2 июля 1648 года сочеталась браком с Фердинандом III (13.07.1608 — 02.04.1657), императором Священной Римской империи, королём Чехии и Венгрии.

Вместе с Клаудией, ко двору в Инсбруке из Флоренции прибыли многочисленные соотечественники графини: тосканские дворяне, поэты, музыканты, живописцы и архитекторы. Присутствие итальянцев, как и частые балы и представления, которые устраивала эрцгерцогиня, раздражали придворных австрийцев, жаловавшихся Леопольду V на расточительность его супруги. Вместе с тем, действия Клавдии превратили провинциальный Инсбрук в один из центров барочной культуры.

#### Регент

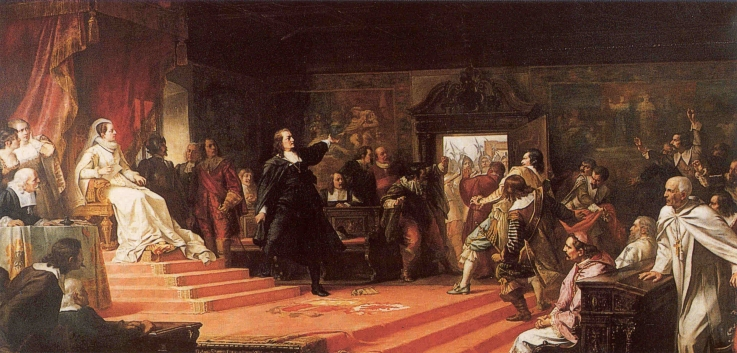
К. Анратер. «Канцлер Бинер в тирольском ландтаге» (1890); Клаудия Медичи изображена на картине, восседающей на троне

В сентябре 1632 года Клаудия овдовела во второй раз. Согласно завещанию покойного мужа, она была назначена регентом и главой совета из пяти придворных при несовершеннолетнем сыне Фердинанде Карле. Членами регентского совета были дипломат Исаак Фольмар и юрист Вильгельм Бинер, возглавлявшие при дворе противоположные партии; Бинер был канцлером и фаворитом Клаудии. Вдовствующая графиня исполняла обязанности правительницы Тироля и Передней Австрии при императоре Фердинанде II и его преемнике императоре Фердинанде III до 9 апреля 1646 года. Похоронив второго мужа, Клаудия не изменила своим привычкам. Как и прежде, она демонстрировала с одной стороны страсть к роскоши, с другой церковное благочестие. Покровительствовала капуцинам и иезуитам, являлась активной сторонницей контрреформации, сохраняя минимальную терпимость к евреям и протестантам.
Правление вдовствующей графини пришлось на время Тридцатилетней войны, участвуя в которой на стороне Испанского королевства и империи, она стремилась расширить владения графов Тироля. Клаудия укрепила оборону графства, усилив крепости Эренберг, Куфштайн и Шарниц. В настоящее время от построенных ею укреплений сохранились Форт Клавдии и Ворота Клавдии на горном перевале Шарниц. По инициативе вдовствующей графини имперские войска пять раз осаждали крепость Гогентвиль, комендант которой Конрад Видерхольт фактически блокировал связь между Тиролем и владениями графов на юго-западе Священной Римской империи и в Эльзасе. Однако все попытки захватить крепость потерпели неудачу. Воспользовавшись военной ситуацией, Клаудия попыталась расширить владения графов в Передней Австрии за счёт территорий герцогства Вюртемберг. Она предъявила претензии на Ахальм, Гёппинген и Блаубойрен. В 1636 году ей удалось занять эти феоды, жители которых принесли присягу графу Тироля. Сразу после этого вдовствующая графиня начала в этих землях восстанавливать католические структуры, вытесняя протестантов. Когда после Вестфальского мира феоды вернули герцогу Вюртемберга Эберхарду III, Клаудия не отказалась от прав на эти земли и претендовала на них до самой смерти. Территориальные претензии вдовствующей графини в Верхней Швабии и Эльзасе также потерпели неудачу. Однако ей удалось укрепить позиции графов в Больцано и Тренто, заняв часть земель этих духовных княжеств и требуя с их правителей уплаты налогов и пошлин графам Тироля.
Ещё одним способом ведения внешней политики Клаудии были матримониальные проекты, связавшие Инсбрук родственными узами со дворами в Вене, Флоренции и Мантуе. Внутренняя политика Клаудии была направлена на укрепление власти графов Тироля. Она пыталась провести административную реформу, чтобы ослабить влияние на дела государства со стороны придворных партий. Во время своего правления, ей приходилось неоднократно сталкиваться с финансовыми кризисами, одним из которых был спор о формировании и содержании тирольской милиции. При вдовствующей графине Инсбрук стал городом чистым от мусора с вымощенными улицами. Городские власти следили за противопожарной безопасностью, предпринимали меры по недопущению эпидемий. Проституция находилась под строгим запретом. Имели место процессы над ведьмами. Большое внимание Клаудия уделяла развитию торговли. В 1635 году она учредила ярмарку в Больцано, открыв в городе торговую палату с равным представительством немецких и итальянских торговцев и двуязычным ведением документации. Вдовствующая графиня поощряла в своих владениях рыболовство и шелкопрядение. Клаудия была известной покровительницей искусств, особенно музыкального театра.
Даже после прекращения регентства Клаудия продолжала оказывать значительное влияние на внешнюю и внутреннюю политику графства. Она скончалась в Инсбруке 24 декабря 1648 года после непродолжительной болезни. Причиной смерти вдовствующей графини была объявлена гидропезия. Клаудия была похоронена в церкви иезуитов в Инсбруке.

## В культуре
Сохранилось несколько прижизненных портретов Клаудии Медичи кисти разных художников. В собраниях Музея истории искусств в Вене находятся «Портрет Клавдии Медичи, эрцгерцогини, жены эрцгерцога Леопольда V» кисти Лоренцо Липпи, написанный около 1626 года, «Портрет Клавдии Медичи, эрцгерцогини, в поясном образе святой Кристины Больсенской» кисти того же художника, датируемый 1643/44 годом и «Портрет до колен Клавдии Медичи, эрцгерцогини, в одеянии вдовы» кисти Франса Лёйкса около 1648 года.
Известной картиной с изображением Клаудии Медичи, является полотно 1890 года кисти австрийского художника Карла Анратера «Канцлер Бинер в тирольском ландтаге». Картина входит в собрания Тирольского государственного музея в Инсбруке. На ней живописец изобразил сцену из трёхтомного романа австрийского писателя Германа Теодора Шмида «Канцлер Тироля» (1862), описывающим события во времена регентства Клаудии Медичи, которая является одним из главных действующих лиц произведения.